# Synagoga ve Františkových Lázních
Synagoga, neboli Templ, stála v lázeňském městě Františkovy Lázně od roku 1875 do roku 1938, kdy byla vypálena a zbořena nacisty. Proluka mezi domy není dodnes zastavěna. Téměř všichni židovští obyvatelé Františkových Lázní zahynuli během šoa, dnes ve městě žije pouze několik občanů hlásících se k židovství.

## Historie židovské obce

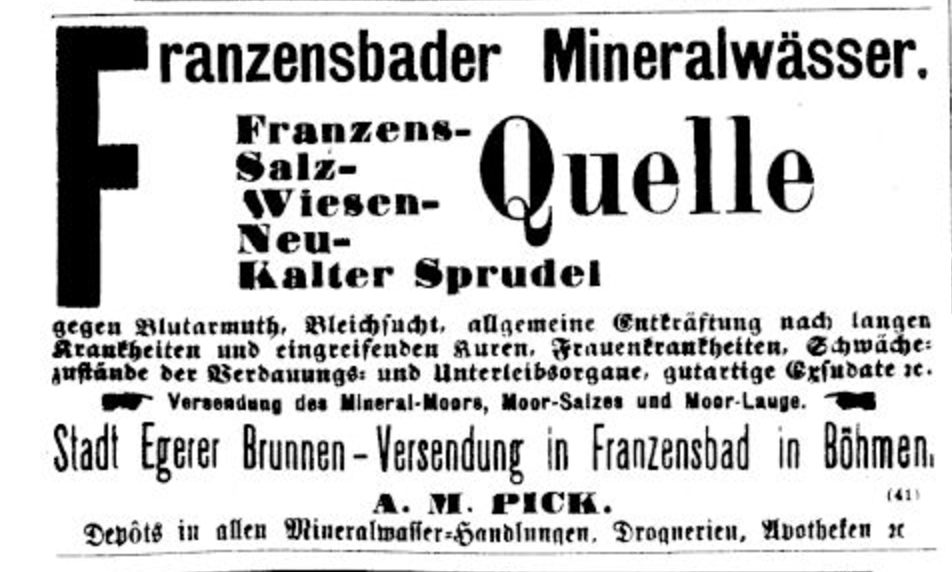
Reklama židovského obchodníka A. M. Picka na "Františkolázeňskou minerálku" otištěná v Österreichische Badezeitung v roce 1895.

První doložená zmínka o Židech ve Františkových Lázních je z roku 1793, kdy zde během lázeňské sezóny přechodně pobývali židovští obchodníci z Hazlova, Kynšperka nad Ohří, Kynžvartu, Lomničky a dalších okolních obcí, a nabízeli sezonní lázeňské klientele své, vesměs drobné, zboží. Přibližně okolo roku 1830 jakýsi J.Kauders otevírá sezonní košer restauraci, kde se přirozeně začnou židovští lázeňští hosté scházet i ke konání bohoslužeb. Zařízení funguje zejména pod správou Kaudersova zetě, Phillipa Adlera, jenž se později stal i prvním předsedou františkolázeňského náboženského spolku, nicméně Židé se smí natrvalo ve městě usadit až po r. 1848.
Na začátku sedmdesátých let 19. století již počet židovských obyvatel Františkových Lázní přesahuje tři desítky a nadále stoupá. Je rozhodnuto o nákupu pozemků k výstavbě synagogy a zřízení hřbitova, finančních darů od mecenášů z řad židovské lázeňské klientely je za tímto účelem víc než dostatek.
Tak je již roku 1875 za přítomnosti představených náb. spolku, vrchního karlovarského rabína dr. Plauta, představitelů města a četných hostí slavnostně vysvěcena synagoga a tentýž den je i slavnostně otevřen nový židovský hřbitov. Téhož roku je židovský náboženský spolek přeměněn na regulérní ŽNO. Za předsedu obce je zvolen Phillip Adler, do představenstva Abraham Pfefferkorn, Moritz Reichl, Nathan Spiegl, Josef Steiner, Leopold Weinfeld a Nathan Wessl. Správcem synagogy je zvolen Jakob Spiegl.
Nejvíce židovských obyvatel ve Františkových Lázních žije v první půli 80. let 19. stol, zhruba sedmdesát osob. V r. 1930 se hlásilo k židovskému vyznání už jen 63 místních občanů, po válce to byla hrstka navrátilců z koncentračních táborů, kteří na nějakou dobu obnovili chod ŽNO, ale ta velice brzy v důsledku populačního propadu způsobeného následky holocaustu zase zanikla.

## Synagoga
Synagoga byla postavena mezi lety 1873 až 1875 v tehdy velice módním tzv. maurském stylu jako nárožní budova na ulici Kaiserstraße (za první republiky Schillerova třída, dnes ul. Americká) podle plánů architekta Gustava Wiedermanna. Fungovala k bohoslužebným účelům až do mnichovské zrady, kdy bylo sporné území tzv. Sudet postoupeno nacistickému Německu. Ihned po anexi byla budova, stejně jako vedle stojící dům ŽNO a židovské nemocnice, terčem fanatického řádění nacistů; jelikož soubor domů byl na rohu, nebyl problém ji násilně vydrancovat a zapálit, aniž by došlo k většímu poškození sousedních "árijských" objektů. Místní židovský hřbitov byl za okupace zcela zdevastován a nezbylo z něj vůbec nic. Trosky synagogy byly odklizeny až roku 1944. Parcela, kde synagoga stávala, je dodnes nezastavěna a je zde umístěn skromný památník.